# エルヴィル＝サン＝クレール
エルヴィル＝サン＝クレール （Hérouville-Saint-Clair）は、フランス、ノルマンディー地域圏、カルヴァドス県のコミューン。
1957年まで、カーン郊外にあるエルヴィルという名の村（village）であった。1960年代に計画都市建設が始まり、20年間の間に人口は20倍に増加した。20世紀終わりには、人口が緩やかに減少するリジューを超えて人口は県第2位となった。

## 地理
カーンの北東にあり、海からは12km離れている。エルヴィルはオルヌ川の流域にある。

## 交通
カーン・ラ・メール自治体間連合が運営するケオリス・カーンが、エルヴィルと他コミューンとの間のトラム、バスによる公共交通を行う。
道路は、カーン環状線（fr）が通じているため、カーン都市圏内はどこへも最短時間で移動できる。オートルートはA13が通る。県道515号線が通っており、港湾都市ウイストラムへは10分ほどで移動できる。

## 由来

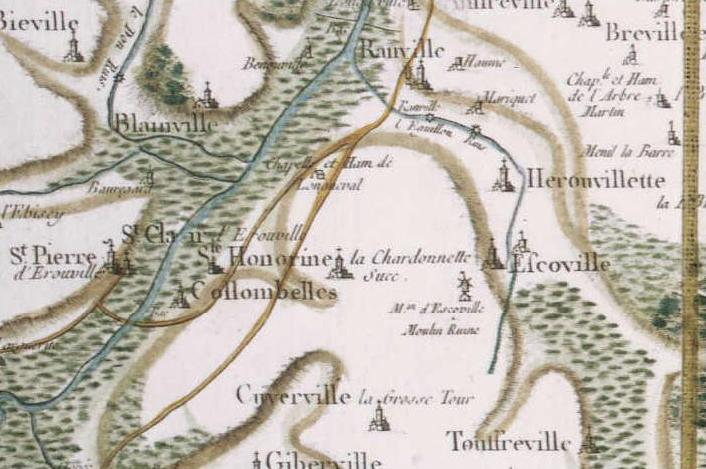
カッシーニ地図に描かれた2つのエルヴィル

エルヴィルの名は、ラテン語のヴィッラと、ゲルマン語、おそらくサクソン語由来であろうHerulfとの混合からなる。語源からは、この地が中世からあったことが示される。

## 歴史
ローマ遺跡に関する考古学調査は乏しいが、村はローマ人たちの廃墟のあとに中世につくられた。古い教会の周りで1963年にメロヴィング朝時代の墓が発掘されている。
近代においてエルヴィルは不運にみまわれた。1つは、宗教改革時代にこの地、特に教会が廃れたことである。同様に17世紀には疫病が流行し、領主がジャン・バティスト・コルベールに替わった。のち、婚姻によって領主の地位はモンモランシー家へ移っている。
1775年12月30日、カーン周辺で地震が発生した。
コミューンとしてのエルヴィルは、1793年にサン＝クレール・デルヴィル、サン＝ピエール＝デルヴィル、サンテュルサン・デペロンの3つの教区を合わせて誕生した。1920年代から1930年代までのエルヴィル人口の増加は非常に堅調であった。
1950年代から1960年代、フランス国内において、カーンとその周辺の人口増加割合は高かった。この人口増加に対応するため、都市計画家の指揮のもと、歴史的地区の外側に当たる郊外に計画都市がつくられることとなった。エルヴィル＝サン＝クレールの都市開発地域が、カーンの1地区ラ・ピエール・ウーズやシュマン・ヴェールとともに1960年に創設された。1960年代初頭には単純な『村』であったエルヴィルは、カーン郊外最大のバンリューとなり、県第2の人口を持つこととなった。この人口増加は特に、北アフリカ、サハラ以南アフリカ、南ヨーロッパからの移民の到来のためであった。これがコミューンの多様性をはぐくむこととなった。経済上では、失業率が若者も含めて非常に割合が高いことがコミューンの社会問題となっている。

## 人口統計
| 1962年 | 1968年 | 1975年 | 1982年 | 1990年 | 1999年 | 2006年 |
| ------ | ------ | ------ | ------ | ------ | ------ | ------ |
| 1 784  | 9 041  | 23 712 | 24 298 | 24 795 | 23 992 | 22 766 |

sources=1962年まではCassini de l'EHESSを参照、1968年以降はInsee · 

## 姉妹都市
- アグナム・ゴリ、セネガル
- ガルブゼン、ドイツ
- チフヴィン、ロシア
- アーフィル、モロッコ